# Cerococcus parahybensis
Cerococcus parahybensis är en insektsart som beskrevs av Hempel 1927. Cerococcus parahybensis ingår i släktet Cerococcus och familjen Cerococcidae. Inga underarter finns listade i Catalogue of Life.